# Cryptocentrum
Genre
Cryptocentrum est un genre d'orchidées épiphytes comptant une quinzaine d'espèces originaires d'Amérique Centrale et d'Amérique du Sud.

## Systématique
- Anthosiphon Schltr., 1920
- Pittierella Schltr.
- Maxillaria sect. Cryptocentrum (Benth.) Schuit. & M.W. Chase

## Liste d'espèces
- Cryptocentrum beckendorfii Carnevali - Pérou
- Cryptocentrum caespitosum Carnevali - Panama
- Cryptocentrum calcaratum (Schltr.) Schltr. - Panama, Costa Rica
- Cryptocentrum dodsonii Carnevali - Équateur
- Cryptocentrum dunstervilleorum Carnevali & G.A.Romero - Venezuela, Guyane
- Cryptocentrum escobarii Carnevali - Colombie
- Cryptocentrum flavum Schltr. - Costa Rica, Colombie, Équateur
- Cryptocentrum gracilipes Schltr.  - Panama, Costa Rica
- Cryptocentrum gracillimum Ames & C.Schweinf. -  Panama, Costa Rica, Colombie, Venezuela
- Cryptocentrum hirtzii Dodson - Ecuador
- Cryptocentrum inaequisepalum C.Schweinf. - Panama, Colombie, Équateur, Pérou, Bolivie
- Cryptocentrum latifolium Schltr. - Costa Rica, Colombie, Équateur, Panama
- Cryptocentrum lehmannii (Rchb.f.) Garay - Costa Rica, Équateur, Panama
- Cryptocentrum longipetalum Carnevali - Colombie, Équateur
- Cryptocentrum misasii P.Ortiz & Carnevali - Colombie
- Cryptocentrum pergracile Schltr. - Colombie
- Cryptocentrum peruvianum (Cogn.) C.Schweinf. Colombie, Équateur, Pérou, Venezuela
- Cryptocentrum pseudobulbosum C.Schweinf. - Équateur, Pérou,
- Cryptocentrum roseans (Schltr.) A.D.Hawkes - Colombie
- Cryptocentrum silverstonei Carnevali - Colombie, Équateur
- Cryptocentrum spathaceum Dodson - Colombie, Équateur
- Cryptocentrum standleyi Ames - Costa Rica, Colombie, Équateur, Panama